# Zimna wojna
Zimna wojna (bra: Guerra Fria; prt: Cold War - Guerra Fria) é um filme franco-britano-polonês de 2018, dos gêneros drama romântico e ficção histórica, dirigido por Paweł Pawlikowski, com roteiro de Janusz Glowacki e do próprio diretor.
Cold War recebeu aclamação universal da crítica, levando-o a competir ao Palma de Ouro do Festival de Cinema de Cannes de 2018, entre outros. 

## Sinopse
Ambientado na Guerra Fria, o enredo conta a história de um diretor musical (Tomasz Kot) que se apaixona por uma jovem cantora (Joanna Kullig) e expõe essa história de amor ao longo dos anos. 

## Elenco
- Joanna Kulig como Zuzanna "Zula" Lichoń
- Tomasz Kot como Wiktor Warski
- Borys Szyc como Lech Kaczmarek
- Agata Kulesza como Irena Bielecka
- Jeanne Balibar como Juliette
- Cédric Kahn como Michel
- Adam Woronowicz como cônsul
- Adam Ferency como ministro
- Adam Szyszkowski como guarda do campo

## Recepção
No Metacritic, o filme conta com uma pontuação de 91 de 100 pontos, baseada em 32 críticas que indicam aclamação universal. No agregador de avaliações Rotten Tomatoes, o filme tem aprovação de 93% baseada em 116 análises, e média de 8,2/10. Segundo o consenso do site, "Cold War, com uma estética brilhante e erma que combina com a narrativa, o filme não perde nenhum momento em seu curto tempo de exibição, tampouco economiza a ênfase de um impacto emocional misto."
Mark Kermode, do jornal britânico The Observer, escreveu: "Há uma tensão constante entre a concisa e épica narrativa e o confinamento que combina perfeitamente com temas que envolvem a liberdade e o encarceramento." Kenneth Turan, do Los Angeles Times, escreveu: "Imbuído numa temática apaixonada, tempestuosa, assombrosa e segura, esta última obra do roteirista e diretor Pawel Pawlikowski explora, assim como Ida, vencedor do Oscar, o passado da Polônia que resulta numa história emocionante com nuances políticas impecáveis para os dias atuais." Filipe Freitas, da publicação Film Threat, consagrou o filme, dizendo: "Preso na mais profunda melancolia, Cold War não porta ociosidade nem frivolidade em suas cenas, pois tudo é encaixado e fluido na direção imperiosa de Pawlikowski."